# Karatoulas
Karatoula  este un oraș în Grecia în Prefectura Arcadia.